# Jan Diederik van Tuyll van Serooskerken
Jan Diederik van Tuyll van Serooskerken, heer van Heeze, Leende en Zesgehuchten (Utrecht 6 augustus 1773 - Heeze, juli 1843) was een bekend landelijk politicus.
Jan Diederik was de oudste zoon van Reinout Diederik van Tuyll van Serooskerken. Van zijn vader erfde hij de heerlijkheid Heeze en het Kasteel Heeze.
Hij had diverse openbare functies zoals houtvester, lid van de Eerste- en Tweede Kamer der Staten-Generaal en de Provinciale Staten van Noord-Brabant, en van 1818-1820 was hij burgemeester van de gemeente Heeze, Leende en Zesgehuchten.
In 1814 werd hij opgenomen in de Ridderschap van Noord-Brabant. Ook was hij commandeur van de Ridderlijke Duitsche Orde, Balije van Utrecht.
Hij was gehuwd met Johanna Catharina van Westreenen (1776-1862) met wie hij vier kinderen kreeg. De kinderen verkochten in 1843 een deel van het landgoed aan de monniken van de Abdij van Westmalle, die hier een Trappistenklooster zouden stichten: de Achelse Kluis. Jan Diederik had dit landgoed ooit van de Franse regering gekocht. Al deze kinderen stierven kinderloos. Zijn dochter Ursula was het laatste kind dat tot haar dood op het kasteel verbleef.